# Saramaka (langue)
Pour les articles homonymes, voir Saramacca.
Le saramaka, saramacca ou saamaka (ce dernier étant un autonyme) est une langue créole à base anglo-portugaise, parlé par les Saramaccas du Suriname mais qui comporte un important vocabulaire portugais, également considéré comme une langue de France car parlée en Guyane française. Grammaticalement, le saramaca est proche des langues nengee tongo, mais s'en différencie par une part importante de son vocabulaire d'origine portugaise (environ 40%).

## Phonologie
Cette langue comporte 7 voyelles avec 4 degrés d'aperture (contre 5 voyelles et 3 degrés d'aperture en langue aluku, ndjuka et paramaka ou nenge), avec un ë et un ö qui notent les voyelles semi-ouvertes (e et o sont gardées pour les semi-fermées). Le déterminant défini est di (au lieu du a dans les langues nengee tongo).

## Vocabulaire
C'est un créole à base lexicale portugaise, mais l'articulation grammaticale est proche de l'anglais : kii « tuer » (de kill) ; naki « frapper » (de knock) ; koti « couper » (de cut), go « aller » (de go), wosu ou osu « maison » (de house), wata ou wataa « eau » (de water), dagu « chien » (de dog), etc.
14 500 locuteurs en Guyane (sur les routes départementales CD8 et CD9 entre Saint-Laurent-du-Maroni et Mana ; 36 000 en dehors de la Guyane, dont une majeure partie au Suriname.

## Historique
Les Saramaka, comme les Matawai, ont marronné en fuyant des plantations tenues par des Juifs portugais, qui avaient eux-mêmes fui le Brésil (Nordeste). Après des conflits avec les Provinces-Unies, ils obtiennent un traité de paix en 1762 et demeurent autonomes jusqu'environ 1950. De nombreux Saramaka ont fui le Suriname pour la Guyane lors de la guerre civile des années 1980.